# Turgenitubulus foramenus
Turgenitubulus foramenus é uma espécie de gastrópode  da família Camaenidae.
É endémica da Austrália.